# 上越市立大瀁小学校
上越市立大瀁小学校（じょうえつしりつ おおぶけしょうがっこう）は、新潟県上越市頸城区百間町にある公立小学校。

## 概要
校舎の周りは田圃が広がっている。

## 沿革

### 年表
- 19--年4月 - 頸城村立大瀁小学校を開校。
- 2005年1月1日 - 合併に伴い上越市立大瀁小学校に改称。

## 教育目標
- つくりだす子
  - よりよい自己をつくる
  - よりよい人間関係をつくる
  - よりよい自然とのかかわりをつくる

## 主な進学先
- 上越市立頸城中学校